# ميليسنت واشبورن
ميليسنت واشبورن شين (15 أبريل 1858-13 أغسطس 1940)، مؤلفة ومحررة وطبيبة نفسية للأطفال. كانت أول امرأة تحصل على درجة الدكتوراه من جامعة كاليفورنيا، بيركلي. دخلت جامعة الولاية في سبتمبر 1874 وأنهت دراستها الجامعية في عام 1880. قامت بتحرير أوفرلاند الشهرية من 1882 إلى 1894. حصلت على الدكتوراه عام 1898 عن عمر يناهز الأربعين.

## حياتها المبكرة
وُلدت ميليسنت واشبورن شين في مزرعة والديها عند مصب ألاميدا كريك في 15 أبريل 1858. كانت ابنة جيمس شين (1807-1896) ولوسي إلين كلارك (1826-1915). كانت المنطقة تُعرف بعد ذلك باسم مطاحن فاليجو. كان والدها عاملًا ومشاركًا في منظمات البستنة والحضانة والزراعة التابعة للدولة. كانت شين واحدة من سبعة أطفال، ومع ذلك ، توفي ثلاثة من أشقائها في سن مبكرة وتوفيت أختها آني عندما كانت شابة في عام 1878.
كان شقيقها كاتبًا ومعلمًا، كان ابن عمها إدموند كلارك سانفورد عالمًا نفسيًا بارزًا. ساعدت شين في رعاية ابنة أخيها روث، والتي كانت مصادفة أن تكون المحور الرئيسي لدراسات شين. اعتنت شين أيضًا بأطفال أخيها الثلاثة الآخرين، وكثيرًا ما كانت تقابل عائلتها الكبيرة.

## حياتها المهنية
كانت نشطة ككاتبة ومحررة وعالمة وباحثة. كانت أول امرأة تحصل على درجة الدكتوراه من جامعة كاليفورنيا. بعد تخرجها من جامعة كاليفورنيا، بيركلي، بدأت شين العمل كمحررة في أوفرلاند الشهرية. كان أول مقال نشرته هو (ثلاثون ميلًا) والذي يصور ما ستراه في رحلتها إلى الوطن.
تشتهر شين في مجتمع علم النفس بأطروحتها الدكتوراه المنشورة (ملاحظات حول تطور الطفل) عام 1898. بالإضافة إلى ذلك، كان عمل شين قبل برنامج الدكتوراه (أول عامين من الطفل) يعتبر الأول من نوعه. ركز بحثها بشكل خاص على مراقبة الصحة العاطفية والنفسية لابنة أختها وتطورها خلال العامين الأولين من حياتها. كان هذا أول توثيق شامل لتربية الطفل وكان يُعتقد أنه ذو قيمة لا تُصدق في مجال علم نفس الطفل. اقتنعت شين من قبل رفاقها بالحصول على درجة الدكتوراه في علم نفس الطفل، مما أدى إلى استقالتها من مجلة أوفرلاند الشهرية في عام 1894 وعودتها إلى الجامعة كمرشحة لنيل درجة الدكتوراه حيث أصبحت أول امرأة تحصل على شهادة الدكتوراه من جامعة كاليفورنيا، بيركلي.
كانت عضوًا في الأكاديمية الأمريكية للعلوم والجمعية الأمريكية لعلم تحسين النسل، وجمعية خريجي جامعة كاليفورنيا، ورابطة عصبة الأمم. كانت عضوًا في المجلس الاستشاري لجمعية الكونغرس النسائي لساحل المحيط الهادئ في عام 1895.

## الحياة الشخصية
عاشت في ولاية كاليفورنيا مدى الحياة. اتبعت حياتها مسار الأوساط الأكاديمية، لكن شؤون الأسرة حدّت من مقدار الوقت الذي يمكن أن تستثمره في تطلعاتها الشخصية ودفعت شين إلى العودة إلى المنزل لتعمل كرعاية لوالديها المسنين بعد حصولها على درجة الدكتوراه. توفي والدها، جيمس، قبل أن تحصل ميليسنت على درجة الدكتوراه. توفيت لوسي شين عام 1915. لا يوجد أي سجل عن وجود أي علاقات حميمة لشين، ولا يوجد سجل عن إنجابها لأطفال.
بعد التقاعد، عاشت في منزلها لأكثر من ربع قرن في نايلز، كاليفورنيا حيث توفيت عن عمر يناهز 82 عامًا في عام 1940. نشرت صحيفة نيويورك تايمز نعيها في 15 أغسطس 1940، بعد يومين من وفاتها.
غالبًا ما واجهت النساء مثل ميليسنت في القرن العشرين المفهوم السائد بأن الإناث من جميع الأعمار لديهن التزامات تجاه الأسرة، ما أدى ذلك إلى خلق بيئة سامة حدت بشدة من الحراك الاجتماعي للأفراد وحدت من خيارات النمو الشخصي والتعبير.
على الرغم من الفكرة المتصورة بأن شين سوف تكون مقيدة بواجبها تجاه أسرتها، فقد تمكنت من مواصلة عملها في مجال علم نفس الطفل. لم تدع شين القيود المجتمعية تعيقها وواصلت جهودها لجمع البيانات من شبكتها من المراقبين المنزليين. تتكون شبكتها من أمهات متعلمات جامعيات ساعدن في العمل كمراقبين لأطفالهن مما زود شين ببيانات مفيدة. أدى هذا النهج الفريد لجمع البيانات في المنزل إلى قيام شين في عام 1907 بإنتاج مقالها القوي بعنوان تطور الحواس في السنوات الثلاث الأولى من الطفولة.

## التأثير على علم النفس التطوري
بينما يرجع الفضل إلى الفيلسوف الألماني ديتريش تيدمان في كتابة أول سيرة حياة خاصة بالطفل في عام 1787، وتلاه عالم الأحياء الألماني فيلهلم بريير في عام 1882، نشرت شين واحدة من أشهر كتبها في الولايات المتحدة في عام 1900، استنادًا إلى ملاحظاتها حول ابنة أختها روث. كان لدى شين ما وصفته بأنه دفتر الملاحظات من أيام الكلية والتحرير، ودوَّنت الأشياء كما كنت أشاهدها، حتى وجدت نفسي بشكل غير متوقع في حوزة قدر كبير من المعلومات.
كان تركيز شين على التطور الجيني جديدًا نسبيًا بالنسبة لعصرها ومهد الطريق لمزيد من الدراسات حول الرضع حيث تمت دراسة الأطفال أكثر بكثير من الأطفال الرضع في القرن التاسع عشر. لاحظت شين كيف يظهر الذكاء العملي في منتصف العام الأول من حياة الرضيع، مع إعطاء مثال على كيفية استخدام ابنة أختها لذكائها لأول مرة عندما وضعت إصبع قدمها في فمها بحركة مختلفة عن تلك التي استخدمتها في وضع لعبة الخشخوشة في فمها. وهكذا، عملت شين كرائدة للباحثين الآخرين مثل بار أون وباركر (2000) وستيرنبرغ وغريغورينكو (2000) لدراسة تطور الذكاء العملي. كما نشأت أيضًا أبحاث السببية عبر التجارب مع الأطفال مثل دراسة نيومان وآخرون (2008) حول أصول الإدراك السببي ودراسات التعود في جامعة ييل.
كما جسدت شين بدايات التواصل عن طريق الكلام عند ابنة أختها روث عندما وقفت خلف روث وقالت أسماء مختلفة بشكل محايد حتى قالت اسم (روث) ولاحظت كيف استدارت ونظرت إلى شين فقط عندما نطقت اسمها. ماندل وآخرون (1995) كاوتن قادرين على التوسع في ملاحظات التعرف على الاسم لشين عبر حركة الرأس. أشار هذا الإجراء إلى أن الأطفال الذين تتراوح أعمارهم بين 4-5 أشهر يتعرفون على أنماط أسمائهم ويمكنهم التمييز بينها وبين الضوضاء ذات أنماط الإجهاد المختلفة ونفسها.
كان الاعتماد العاطفي موضوعًا آخر ناقشوه شين. لاحظت أن روث أصبحت قلقة عند انفصالها عن والدتها، وكانت تبكي وهي تُحمل في الممرات، وتتوقف لترى ما إذا كانت والدتها موجودة، وتستمر في البكاء بمجرد أن ترى أنها لم تكن كذلك. مهدت ملاحظة الاعتماد العاطفي الطريق لدراسات حول أنواع التعلق، على سبيل المثال، دراسة البيولوجيا العصبية للتعلق بالرضع كما ناقشها موريسو وسوليفان (2005).